# Shushicë (Elbasan)
Shushicë is een plaats en voormalige gemeente in de stad (bashkia) Elbasan in de gelijknamige prefectuur in Albanië. Sinds de gemeentelijke herindeling van 2015 doet Shushicë dienst als deelgemeente en is het een bestuurseenheid zonder verdere bestuurlijke bevoegdheden. De plaats telde bij de census van 2011 8731 inwoners.

## Bevolking
In de volkstelling van 2011 telde de (voormalige) gemeente Shushicë 8.731 inwoners, een lichte daling ten opzichte van 8.745 inwoners op 1 april 2001. De bevolking bestond grotendeels uit etnische Albanezen (7.909 personen; 90,59%).
Van de 8.731 inwoners in 2011 waren er 2.134 tussen de 0-14 jaar oud, 5.806 inwoners waren tussen de 15-64 jaar oud en 791 inwoners waren 65 jaar of ouder.

### Religie
De grootste religie in Shushicë was de islam (66%). Er woont ook een substantiële minderheid van christenen.
| Plaats   | Bevolking (2011) | Islam (%)      | Katholiek (%) | Orthodox (%)   | Bektashisme (%) |
| -------- | ---------------- | -------------- | ------------- | -------------- | --------------- |
| Shushicë | 8.731            | 5.743 (65,78%) | 52 (0,59%)    | 1.283 (14,70%) | 9 (0,10%)       |

## Geboren
- Hava Rexha (1880-2003), supereeuweling